# Davis Love III
Pour les articles homonymes, voir Love.
Davis Love III, né le 13 avril 1964 à Charlotte, est un golfeur américain.

## Biographie
Capitaine de l'équipe américaine de Ryder Cup 2012 et 2016